# Автошлях О 020805
Автошля́х О 020805 — автомобільний шлях довжиною 12.6 км, обласна дорога місцевого значення в Вінницькій області. Пролягає по Хмільницькому району від автошляху Н02 до села Вівсяники.